# Norabac
Norabac – wieś w Armenii, w prowincji Ararat. W 2011 roku liczyła 2155 mieszkańców.